# Laskerprijs
De Laskerprijzen zijn vier prijzen die sinds 1946 jaarlijks worden uitgereikt aan mensen die een grote bijdrage hebben geleverd op het gebied van medische wetenschap, of die zich op een andere manier nuttig hebben ingezet voor de volksgezondheid.
De prijzen worden beheerd en uitgegeven door de Lasker Foundation, opgericht door reclamepionier Albert Lasker en zijn vrouw Mary Woodard Lasker. De prijzen worden soms ook wel de “Amerikaanse Nobelprijzen” genoemd.
De vier prijzen zijn:
- Albert Lasker Basic Medical Research Award
- Lasker-DeBakey Clinical Medical Research Award (in 2008 hernoemd van Albert Lasker Award for Clinical Medical Research)
- Mary Woodard Lasker Public Service Award (in 2000 hernoemd van Albert Lasker Public Service Award)
- Lasker-Koshland Special Achievement Award in Medical Science (1994-).